# Кубанський погром
Кубанський погром — напад на частину території Південно-Східної частини Російської імперії на початку серпня 1717 року ногайців, черкесів і козаків-некрасівців, що жили на річці Кубань.
Участь останніх була викликана, ймовірно, помстою за вигнання з рідних місць як учасників Булавінського повстання, глибокою ворожістю до політики Петра Першого та релігійними мотивами (некрасівці були старообрядцями).
Походом з метою захоплення рабів (ясирів) для продажу на чорноморських ринках керував «салтан» (сераскер) Бахти Герай, представник ханської династії кримських татар.

## Перебіг конфлікту
Зосередивши сили на війні зі Швецією, Петро I зменшив охорону південно-східної (Пензенсько-Симбірської) ділянки кордону: система оборони була ослаблена; фортечні стіни занепадали, гарнізони були невеликими і слабко озброєними, чим скористалися ногайці, черкеси і кубанці, які завдали удару по ряду районів Середнього Поволжя. Загальна чисельність нападників становила близько 40 тис. осіб.
1 серпня 1717 кубанці розташувалися на річці Карай (притока Ворони).
2 серпня вони блокували місто-фортецю Петровськ, 3 серпня — місто Пензу, вторглися в межі Пензенського, Верхнєломівського і Керенського повітів, дійшовши до міста-фортеці Саранськ. Розсипавшись по захопленій місцевості, кубанці загонами в 50—100 чоловік приступили до захоплення ясирів і спалення сіл і селиш, вбиваючи тих, хто чинив опір. Завзято билися захисники Рамзайського острогу, які затримали поступ кубанців. Спустошивши місцевість від міста Петровська на річці Медведиці до міста Керенська, нападники відступили, відвівши з собою до 18 тисяч ясирів.
Глибоке проникнення (близько 1000 верст) кубанців на територію імперії стало можливим як завдяки раптовості нападу, так і через нечисленність донських козаків, які постраждали від репресій за участь у Булавінському повстанні (1707—1709).
На зворотному шляху війська Бахти-Герая зустрілися з давніми противниками — калмиками і кабардинцями — і були розгромлені.
Наприкінці 1717 року за указом Петра I між Пензою та Саратовом було розміщено чотири драгунські полки, потім розпочато будівництво Царицинської сторожової лінії, завершення якої поклало край набігам на російські околиці кубанських та кочових народів Дикого поля.